# Helina brevivena
Helina brevivena är en tvåvingeart som beskrevs av John Otterbein Snyder 1941. Helina brevivena ingår i släktet Helina och familjen husflugor.
Artens utbredningsområde är Ecuador. Inga underarter finns listade i Catalogue of Life.